# ترودي أندرسون
ترودي أندرسون (26 أغسطس 1959 بدنيدن في نيوزيلندا - ) (بالإنجليزية: Trudy Anderson)‏ هي لاعبة كريكت نيوزلندية. شاركت مع منتخب نيوزيلندا الوطني للكريكت.

## وصلات خارجية
- ترودي أندرسون على موقع إي آس بي آن كريك إنفو (الإنجليزية)